# Rommani
Rommani (Arabisch: الرماني) is een stad in het noordwesten van Marokko, gelegen in de provincie Khémisset, onderdeel van de administratieve regio Rabat-Salé-Kénitra. De stad ligt op ongeveer 60 kilometer ten zuidoosten van de hoofdstad Rabat.

## Geografie
Rommani ligt op het Plateau Central van Marokko, een heuvelachtig gebied dat gekenmerkt wordt door landbouwgronden, bossen en kleine rivieren. De stad bevindt zich op een hoogte van ongeveer 600 meter boven zeeniveau. Het klimaat is gematigd, met warme zomers en koele winters.

## Bevolking
Rommani telt naar schatting ongeveer 20.000 inwoners. De bevolking bestaat voornamelijk uit Arabisch- en Tamazightsprekende Marokkanen. De stad heeft een semi-stedelijk karakter, waarbij veel inwoners nog sterk verbonden zijn met het landelijke leven.

## Economie
De economie van Rommani is vooral gericht op landbouw, veeteelt en kleinschalige handel. Graan, olijven, groente en fruit worden er verbouwd. De wekelijkse markt (souk) is een belangrijk economisch en sociaal moment voor de regio.

## Geschiedenis
Tijdens het Franse protectoraat (1912–1956) ontwikkelde Rommani zich tot een klein administratief en militair centrum. Er werden enkele koloniale gebouwen opgericht, waarvan sommige nog altijd in gebruik zijn. Na de onafhankelijkheid van Marokko groeide de stad langzaam verder als regionaal knooppunt voor omliggende dorpen.

## Infrastructuur
Rommani is via regionale wegen verbonden met steden zoals Khémisset, Tiflet en Rabat. Openbaar vervoer bestaat uit regionale bussen en gedeelde taxi’s (grand taxis). In de stad bevinden zich basisvoorzieningen zoals scholen, een ziekenhuis, een postkantoor en enkele overheidsinstellingen.

## Toerisme en omgeving
Hoewel Rommani geen grote toeristische bestemming is, heeft het omliggende landschap een landelijke charme die aantrekkelijk is voor wandelaars, rustzoekers en natuurliefhebbers. De bossen en heuvels in de regio worden ook gebruikt voor jacht en recreatie, vooral in het weekend door bezoekers uit Rabat en omgeving.